# Medal im. prof. Aleksandra Dyżewskiego
Medal imienia profesora Aleksandra Dyżewskiego – jest nagrodą nadawaną przed Polski Związek Inżynierów i Techników Budownictwa (PZITB). Ma on na celu uczczenia Aleksandra Dyżewskiego

## Historia
Nagroda została ustanowiona w 1974 uchwała Zarządu Głównego PZTTB. Obecny regulamin przyznawania medalu został ustanowiony uchwałą nr 85/2011 Zarządu Głównego PZITB z dnia 13 września 2011. Poprzedni regulamin został ustanowiony 16 grudnia 2008.

## Warunki przyznania medalu
Medal im. Profesora Aleksandra Dyżewskiego ma charakter prestiżowy i przyznawany jest w dwóch kategoriach: za wybitne osiągnięcia naukowe i praktyczne z zakresu inżynierii przedsięwzięć inwestycyjnych i procesów budowlanych. Nagroda może być również przyznana za całokształt działalności naukowej lub praktycznej w wymienionym zakresie. Medale w obu kategoriach są nagrodami corocznymi, indywidualnymi i jednorazowymi.

## Laureaci
- 1975 – prof. dr hab. inż. Ryszard Ciołek
- 1978 – mgr inż. Edward Monikowski
- 1979 – prof. dr hab. inż. Leon Rowiński
- 1981 – doc. dr inż. Zygmunt Sadowski
- 1982 – doc. dr inż. Witold Staniszkis
- 1983 – prof. dr hab. inż. Jan Mikoś
- 1984 – mgr inż. Józef Musialik
- 1985 – mgr inż. Jerzy Kozłowski
- 1986 – mgr inż. Jerzy Błasik
- 1987 – inż. Bogumił Janus
- 1988 – prof. dr hab. inż. Jerzy Kurzawa
- 1989 – dr inż. Józef Bakalus
- 1996 – prof. dr hab. inż. Kazimierz Czapliński
- 1998
  - mgr inż. Janusz Smaga
  - doc. dr inż. Andrzej Skarżyński
- 1999
  - mgr inż. Kazimierz Mrozik
  - prof. dr hab. inż. Juliusz Mrozowicz
- 2000
  - mgr inż. Krzysztof Dobiszewski
  - prof. dr hab. inż. Władysław Lenkiwicz
- 2001
  - dr hab. inż. Anna Sobotka
  - mgr inż. Tadeusz Karczmarczyk
- 2002
  - prof. dr hab. inż. Janusz Biernacki
  - inż. Adam Chmura
- 2003
  - prof. dr hab. inż. Zdzisław Kowalczyk
  - mgr inż. Marek Milanowski
- 2004
  - dr inż. Andrzej Minasowicz
  - mgr inż. Adam Jakóbczak
- 2005
  - dr hab. inż. Zygmunt Orłowski
  - mgr inż. Stefan Wietecha
- 2006
  - prof. dr hab. inż. Włodzimierz Martinek
  - dr inż. Leszek Janusz
- 2007
  - prof. dr hab. inż. Kazimierz Maksymilian Jaworski
  - mgr inż. Dariusz Kolasa
- 2008
  - prof. dr hab. inż. Ewa Marcinkowska
  - inż. Edward Gala
- 2009
  - prof. dr hab. inż. Roman Marcinkowski
  - mgr inż. Jan L. Zioberski
- 2010
  - dr hab. inż. Bożena Hoła
  - mgr inż. Zbigniew Drewnowski
- 2011
  - mgr inż. Kamil Marcin Czyżewski
  - dr inż. Andrzej Czemplik
- 2012
  - mgr inż. Krzysztof Owczarczyk
  - dr inż. Paweł Nowak
- 2013
  - mgr inż. Michał Wrzosek
  - dr hab. inż. Mieczysław Połoński
- 2014
  - mgr inż. Ryszard Trykosko
  - dr hab. inż. Zdzisław Hejducki
- 2015
  - mgr inż. Hubert Matulewicz
  - dr hab. inż. Elżbieta Radziszewska–Zielina
- 2016
  - inż. Stanisław Wiśniowski
  - dr hab. inż. Edyta Plebankiewicz
- 2017
  - mgr inż. Karol Kalinowski
  - dr hab. inż. Jadwiga Bizon–Górecka
- 2018
  - mgr inż. Andrzej Muziński
  - dr hab. inż. Piotr Jaśkowski
- 2019
  - dr inż. Radosław Sekunda
  - dr hab. inż. Agnieszka Leśniak
- 2020
  - mgr inż. Artur Sikora
  - prof. dr hab. inż. Eugeniusz Koda
- 2021
  - mgr inż. Jacek Szymański
  - prof. dr hab. inż. arch. Witold Andrzej Werner
- 2022
  - dr inż. Stefan Nowaczyk
  - prod. dr hab. inż. Jacek Gołaszewski
- 2023
  - mgr inż. Ryszard Rippel
  - dr hab. inż. Krzysztof Zima[1]
- 2024
  - dr hab. inż. Jerzy Pasławski
  - dr inż. Wioletta Jackiewicz-Rek[3]